# 시사크 살해 사건
시사크 살해 사건(세르비아어: Убиства Срба у Сиску)은 크로아티아 독립 전쟁 기간이던 1991년 7월부터 1992년 6월까지 크로아티아군과 경찰이 시사크 마을에서 최소 24명의 세르브계 크로아티아인 민간인을 불법 구금, 고문해 살인한 사건이다.

## 배경
1991년 3월 들어 크로아티아는 전쟁에 돌입했다. 세르비아 크라이나 공화국은 크로아티아에서 분리독립해 세르비아로 합병하겠다고 선언했고, 크로아티아 정부는 이를 반란으로 규정했다. 1991년 6월에는 크로아티아의 독립이 선포되었다. 이로부터 1995년까지 세르비아와 크로아티아간 전면전 상태에 빠지게 되었다.
1991년 크로아티아 인구 조사 기준 시사크의 인구는 총 84,348명으로 이 중 크로아트인이 54,621명, 세르브인이 19,209명이다. 세르브인이 전체 인구의 약 24%를 차지했다. 시사크는 크로아티아 중부의 도시로 자그레브에서 동남쪽으로 약 50 km 떨어진 곳에 있다.

## 범죄 및 살인
1991년에서 1992년 사이 시사크와 인근 지역에 사는 세르브계 주민은 위협, 납치, 살해, '실종'에 시달렸다. 국제앰네스티에 따르면 1991년 8월 22일 "크로아티아 보안군이 시사크 마을에 박격포를 발사한 세르브계 준군사조직을 가가호호 수색하는 과정에서" 여러 마을에서 21명의 세르브계 민간인이 사망했다고 추정되는 사건이 발생했다. 1992년 3월에도 민간인 12명이 사망한 사건이 발생했는데 이들 중 일부는 시사크 섬유공장에 일하던 노동자였다.

## 재판
시사크 지역의 전시 경찰부국장인 블라디미르 밀란코비치와 시사크 지역 특수경찰인 '늑대'의 전 대원이었던 드라고 보스냐크가 2012년에 전쟁 범죄 혐의로 재판에 회부되었다. 2013년에는 밀란코비치는 1991년 7월 중순부터 1992년 6월 하순까지 24명을 불법 구금, 위협, 정신적, 신체적 학대 등 세르브계 민간인을 향한 범죄를 처벌하지 않고 불법적인 체포를 지시한 혐의로 유죄 판결을 받았다. 보스냐크는 무죄 판결을 받았다.
2004년 국제엠네스티는 "(시사크에서 범죄를 저지르거나) 고문을 직접 저지르거나, 용인했구나, 이후 은폐에 가담했을 사람들 중 일부는 여전히 지역 국가기관이나 경찰의 고위직, 큰 권력을 가진 직위에 있으며 따라서 여전히 이런 범죄에 대한 조사를 방해, 약화시킬 영향력을 가지고 있다"고 말했다.
크로아티아의 여러 인권운동가는 전쟁 기간 시사크에서 세르브계 민간인 100명 이상이 사망했다고 추정하고 있다.